# José Crisanto Seabra Fagundes
José Crisanto Seabra Fagundes (Natal, 1902 - ??) foi um militar e engenheiro brasileiro, tendo atuado como ministro interino dos Transportes de 5 de novembro a 18 de dezembro de 1964.
Entre outras funções públicas, foi também diretor da Diretoria de Engenharia da Aeronáutica (DIRENG), no período de 2 de Setembro de 1961
até 27 de Julho de 1962.